# ایساهاک دردریان
ایساهاک دردریان (به ارمنی: Իսահակ Տէրտէրեան) در سال ۱۸۸۴ میلادی (۱۲۶۳ خورشیدی) در شهر شوشی، جمهوری آرتساخ به دنیا آمد. تحصیلات ابتدایی و متوسطه را در مدارس زادگاهش و باکو گذراند و در سال ۱۹۱۳ (۱۲۹۲) در رشتهٔ پزشکی از دانشگاه دوربات، آلمان فارغ‌التحصیل گردید. در زمان تحصیل در دانشگاه وی جذب فعالیت‌های سیاسی شد و پایه‌گذار اولین انجمن دانشجویان قفقاز در این دانشگاه گردید.
پس از اتمام تحصیلات به عنوان پزشک در ارتش روسیه به خدمت پرداخت و در دوران جنگ جهانی اول زندگی پر فراز و نشیبی را سپری کرد. دردریان در سال ۱۹۲۰ (۱۲۹۹) به همراه خانواده اش به ایران مهاجرت نمود و به عنوان «رئیس کل بیمارستان‌های دولتی راه‌آهن شمال ایران» مشغول به خدمت گردید.
وی در تهران به عنوان پزشک بیماری‌های قلب، ریه، معده و مالاریا و مقاربتی معروف بود و همزمان به فعالیت‌های اجتماعی نیز می‌پرداخت.
ایساهاک دردریان در سال ۱۹۶۲ (۱۳۴۱) در تهران چشم از جهان فروبست.

## آثار
دردریان مؤلف چندین جلد کتاب در زمینه پزشکی می‌باشد که از آنجمله می‌توان به کتاب‌های «مالاریا و روش مداوای آن»، «چرا نباید دخانیات مصرف کرد»، «نقش بهداشتی ورزش» و «سفلیس و روش معالجه آن» که به زبان فارسی ترجمه و به چاپ رسیده‌اند اشاره نمود.